# Reptilia
"Reptilia"는 인디 록 밴드 스트록스의 곡 및 스트록스의 두 번째 정규 앨범 Room on Fire의 두 번째 싱글 앨범이다. 이 싱글 앨범은 모던 록 곡 순위에서 19위를 기록하며, 미국에서 적당한 성공만을 거뒀다. 영국 싱글 차트에서는 17위에 오르며 영국에선 보다 나은 성공을 거뒀고 영국 축음기 협회는 실버 등급으로 선정했다.  앨범의 커버는 비디오 게임 센티피드의 외계인을 그린 것이다.
앨범의 B 사이드는 밴드의 리드 보컬 줄리언 카사블랑카스와 레지나 스펙터의 듀엣 곡 "Modern Girls & Old Fashion Men"이다. B 사이드 앨범의 발매는 카사블랑카스가 곡의 제목이 "the Strokes and Regina Spektor"이 되는 걸 거부하고, "Regina Spektor and the Strokes"가 되어야한다고 주장하면서 약간 지연되기도 했다.
2011년 10월에 NME는 지난 15년 간 가장 훌륭했던 150곡 중에 Reptilia를 129위에 선정했다.

## 뮤직 비디오
곡의 뮤직 비디오는 스트록스의 첫번째 우선 순위였던 로먼 코폴라가 맡지 않았다. 대신에 제이크 스콧이 맡았다.

## 트랙 리스트
| #  | 제목                                                                  | 재생 시간 |
| -- | --------------------------------------------------------------------- | --------- |
| 1. | 〈"Reptilia"〉                                                        | 3:41      |
| 2. | 〈"Modern Girls & Old Fashion Men" (Regina Spektor and The Strokes)〉 | 3:40      |

## 차트 순위
| 순위 (2003)                    | 최고 순위 |
| ------------------------------ | --------- |
| ARIA Charts                    | 68        |
| 영국 싱글 (오피셜 차트 컴퍼니) | 17        |
| U.S. 빌보드 얼터너티브 송      | 19        |